# Ramaz Uruszadze
Ramaz Uruszadze, gruz. რამაზ პერუზის ძე ურუშაძე, ros. Рамаз Павлович (Перузович) Урушадзе, Ramaz Pawłowicz (Peruzowicz) Uruszadze (ur. 17 sierpnia 1939 w Lanczchuti, Gruzińska SRR, zm. 8 marca 2012 w Gruzji) – gruziński piłkarz, grający na pozycji bramkarza, reprezentant Związku Radzieckiego.
Ojciec reżysera Zazy Uruszadze.

## Kariera piłkarska

### Kariera klubowa
Jest wychowankiem klubu Kolmeurne Lanczchuti. W 1959 rozpoczął karierę piłkarską w Lokomotiwi Kutaisi, z którego w następnym roku przeszedł do Dinama Tbilisi, ale występował tylko w drużynie rezerw. W lipcu 1960 odszedł do Torpeda Kutaisi. W 1965 powrócił do Dinama Tbilisi, w którym grał do zakończenia kariery piłkarskiej w 1971.

### Kariera reprezentacyjna
13 października 1963 debiutował w reprezentacji Związku Radzieckiego w spotkaniu kwalifikacyjnym do ME-64 z Włochami wygranym 2:0. Łącznie rozegrał 2 mecze.
W 1964 rozegrał dwa mecze w olimpijskiej reprezentacji ZSRR.

## Kariera trenerska
Po zakończeniu kariery piłkarskiej pracował jako trener, szkoląc dzieci w Szkole Piłkarskiej Dinamo Tbilisi. Zmarł 8 marca 2012.

## Sukcesy i odznaczenia

### Sukcesy klubowe
- brązowy medalista Mistrzostw ZSRR: 1967, 1969, 1971
- finalista Pucharu ZSRR: 1970

### Sukcesy reprezentacyjne
- wicemistrz Europy: 1964

### Sukcesy indywidualne
- wybrany do listy 33 najlepszych piłkarzy ZSRR: Nr 2 (1963)
- członek Klubu Lwa Jaszyna[5]

### Odznaczenia
- tytuł Mistrza Sportu ZSRR